# 华景镇
华景镇，是中华人民共和国四川省达州市宣汉县下辖的一个乡镇级行政单位。

## 行政区划
华景镇下辖以下地区：
阅台社区、鲢鱼村、五福村、牛石村、重山村、佛耳坝村、旁安村、金旁村、华景村、甘岭村、鹅颈村、漆园村、月溪村、红岩洞村、金台村、侯山村、鹰咀村和新橙村。